# Emmesomyia scutellata
Emmesomyia scutellata este o specie de muște din genul Emmesomyia, familia Anthomyiidae. A fost descrisă pentru prima dată de Stein în anul 1911.
Este endemică în Bolivia. Conform Catalogue of Life specia Emmesomyia scutellata nu are subspecii cunoscute.